# ICA (Internationale Camera Ag)

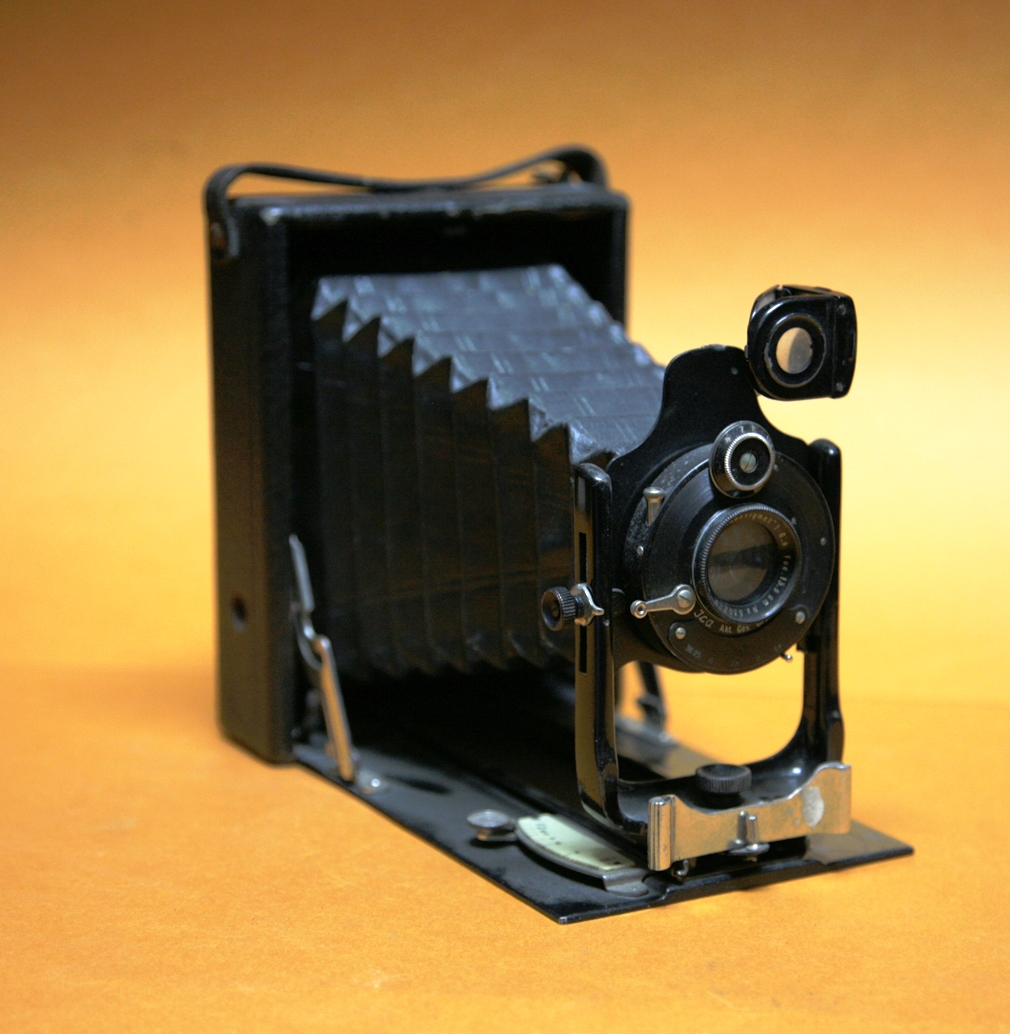
Mod. Lola Internationale Camera AG (ICA) 1933

La ICA o Internationale Camera Actiengesellschaft è stata una delle aziende produttrici di fotocamere più antiche essendo stata fondata nel 1862 con la Hüttig AG di Dresda.
In realtà, la ICA nacque nel 1909 dalla fusione di quattro aziende, la Hüttig AG di Dresda, la Kamerawerk Dr. Krügener a Francoforte,la Emil Wünsche AG in Reick vicino a Dresda e Carl Zeiss Jena–Palmos Camerabau di Jena; di queste la Hüttig AG di Dresda era la più antica.

## Produzione
La produzione consistette, almeno inizialmente, nella continuazione dei modelli di successo delle aziende che fecero la fusione aziendale. Nell'autunno del 1926 l'ICA Dresda fu assorbita dalla Zeiss Ikon.
Della Hüttig AG di Dresda si ricordano i modelli:
- Atom, Atom B
- Aviso
- Lloyd
- Cupido
- Stereolette
- Ideal, Ideal Stereo
- Toska
- Niklas
- Nelson

Della Kamerawerk Dr. Krügener di Francoforte i modelli:
- Trona
- Teddy
- Delta

Della Wünsche AG in Reick i modelli:
- Juwel
- Reicka
- ICA Halloh 570 c.1922.
- Sirene 135, Sirene 105
- Lola
- Tropica
- Juwel
- Reicka

Della Carl Zeiss Palmos AG di Jena i modelli:
- Minimum-Palmos, Stereo Minimum-Palmos
- Universal-Palmos